# Meena Tills
Meena Tills es un personaje de la Guerra de las Galaxias.
El senador Meena Tills pertenecía a la especie de los Mon Calamari y representaba al planeta del mismo nombre en el Senado Galáctico.
En los últimos meses de existencia de la República Galáctica, el senador Tills mantuvo estrecho contacto con la senadora Padmé Amidala, Bail Organa y Mon Mothma, al estar alarmado por el creciente poder del canciller Palpatine.
- Datos: Q3773862